# Clásica de Almería 2012
La Clásica de Almería 2012, ventisettesima edizione della corsa e valida come prova del circuito UCI Europe Tour 2012 categoria 1.HC, fu disputata il 26 febbraio 2012 su un percorso totale di 185,6 km. Fu vinta dall'australiano Michael Matthews al traguardo con il tempo di 4h24'17", alla media di 42,13 km/h.
Al traguardo 98 ciclisti portarono a termine la gara.

## Squadre partecipanti
| N.    | Cod. | Squadra               |
| ----- | ---- | --------------------- |
| 1-8   | MOV  | Movistar Team         |
| 11-18 | VCD  | Vacansoleil-DCM       |
| 21-28 | EUS  | Euskaltel-Euskadi     |
| 31-38 | CJR  | Caja Rural            |
| 41-48 | GRM  | Team Garmin-Barracuda |
| 51-58 | RAB  | Rabobank Cycling Team |
| 61-68 | SAU  | Saur-Sojasun          |

| N.      | Cod. | Squadra                      |
| ------- | ---- | ---------------------------- |
| 71-78   | AST  | Astana Pro Team              |
| 81-88   | LTB  | Lotto-Belisol Team           |
| 91-98   | PRO  | Project 1T4I                 |
| 101-108 | BUR  | Burgos BH-Castilla y Leon    |
| 111-118 | APP  | Team NetApp                  |
| 121-128 | TSV  | Topsport Vlaanderen-Mercator |

## Ordine d'arrivo (Top 10)
| Pos. | Corridore         | Squadra       | Tempo    |
| ---- | ----------------- | ------------- | -------- |
| 1    | Michael Matthews  | Rabobank      | 4h24'17" |
| 2    | Borut Božič       | Astana        | s.t.     |
| 3    | Roger Kluge       | Project 1T4I  | s.t.     |
| 4    | Stéphane Poulhies | Saur-Sojasun  | s.t.     |
| 5    | Francisco Ventoso | Movistar Team | s.t.     |
| 6    | Pim Ligthart      | Vacansoleil   | s.t.     |
| 7    | Giovanni Visconti | Movistar Team | s.t.     |
| 8    | Michel Kreder     | Garmin        | s.t.     |
| 9    | Daniel Schorn     | Team NetApp   | s.t.     |
| 10   | Aitor Galdós      | Caja Rural    | s.t.     |